# Talarurus plicatospineus
Talarurus (il cui nome significa "coda a cestino") è un genere estinto di dinosauro ankylosauride vissuto nel Cretaceo superiore, circa 90 milioni di anni fa (Turoniano), in quella che oggi è la Mongolia. Il genere contiene una singola specie T. plicatospineus, delle dimensioni di un ippopotamo, era un erbivoro quadrupede molto robusto e pesante che poteva raggiungere anche i 6 metri di lunghezza. Come gli altri ankylosauri il dorso di questo animale era rivestito da una corazza di osteodermi e una mazza sulla coda. Insieme al Tsagantegia, il Talarurus è uno dei più antichi ankylosaurini noti dell'Asia e uno dei più noti ankylosauri della Mongolia.

## Etimologia
Il nome del genere Talarurus significa letteralmente "coda a cestino", e deriva dalla parola greca talaros (τάλαρος) che significa "cesto di vimini", e la forma latinizzate "Urus" della parola greca οὐρά, Oura, che significa "coda". Il nome del genere è un riferimento alla forma della mazza della coda che somiglia vagamente a un cesto di vimini, e alla lunghezza della coda che consiste in una serie di puntoni ossei intrecciati, che ricorda il tessuto che viene impiegato quando si confezionano le ceste. L'unica specie ascritta al genere è Talarurus plicatospineus. Il nome specifico, plicatospineus, deriva dalla parola latina plicatus che significa "piegato" e spineus che significa "spinoso". Questo è un riferimento alle spine ondulate presenti sulla superficie della corazza. Il Talarurus fu descritto dal paleontologo russo Evgeny Maleev, nel 1952.

## Descrizione

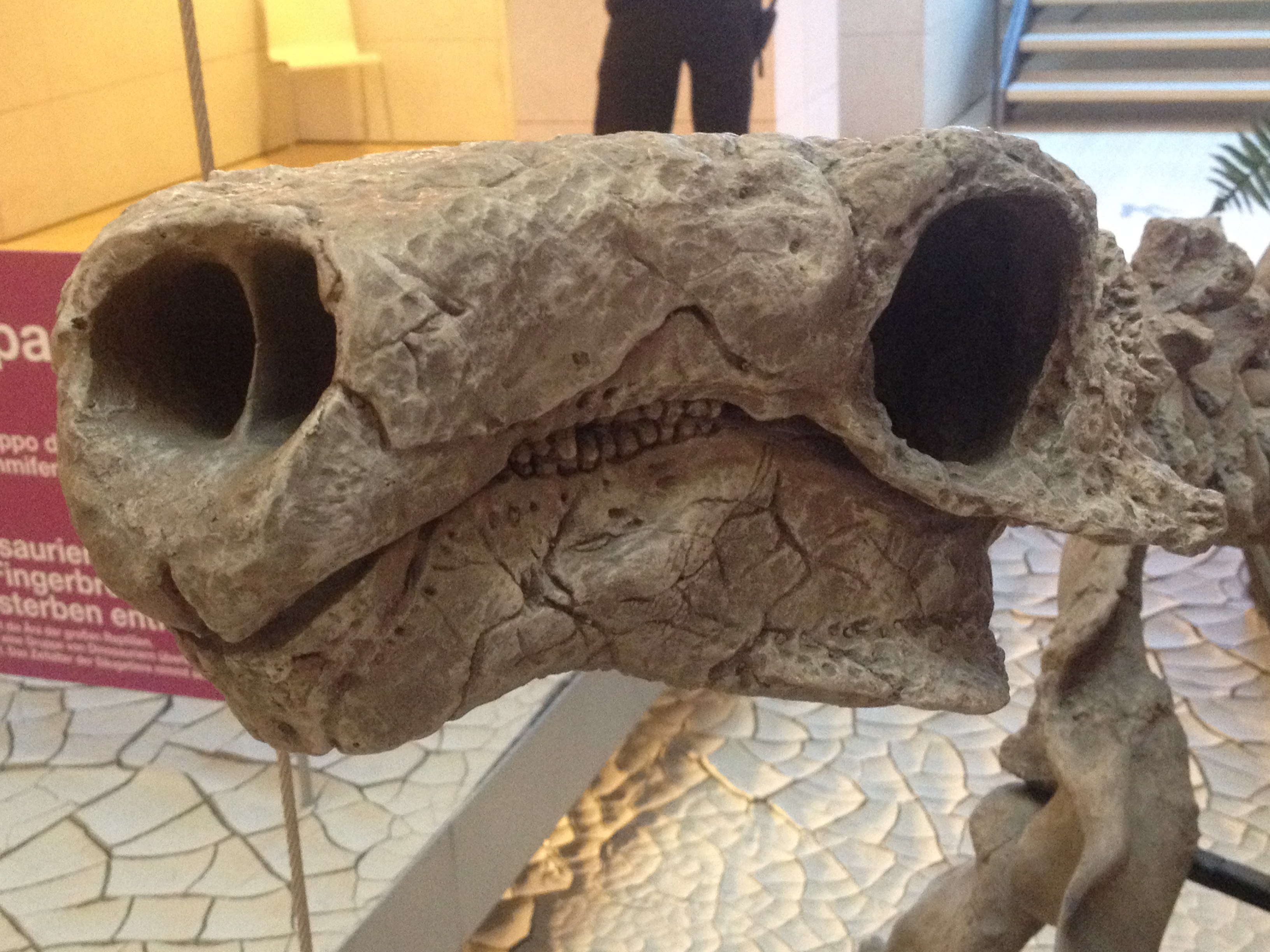
Cranio di Talarurus

Per stimare la lunghezza complessiva dell'animale i paleontologi si sono basati sul cranio del Talarurus. Il cranio da solo misurava circa 24 centimetri (9,4 pollici) di lunghezza per circa 22 centimetri (8,7 in) di larghezza, pertanto è stata stimata una lunghezza complessiva dell'animale compresa tra i 4 e i 6 metri (13 a 20 piedi). Nel 2010 Gregory S. Paul stimò una lunghezza di cinque metri per un peso di circa due tonnellate.
I fossili di Talarurus descritti da Malejev comprendevano alcune ossa degli arti e al contrario dei suoi simili il Talarurus possedeva cinque dita nelle zampe anteriori e quattro dita nelle zampe posteriori. Difatti in genere negli ankylosauri le zampe posteriori hanno solo tre dita, pertanto è più probabile che sia stato un errore di Malejev; in origine anche il genere Pinacosaurus era stato descritto con quattro dita nelle zampe posteriori. Un'altra caratteristiche diagnostica del genere è la forma degli osteodermi dell'animale: gli osteodermi avevano un ornamento solcato, rendendo l'armatura appositamente formidabile, con ogni osteoderma piatto ornato con ulteriori spine a pieghe. L'animale è stato inoltre vittima di un fraintendimento nel montaggio dello scheletro: avendo un torace a botte simile a quello degli ippopotami, l'animale era inizialmente stato ricostruito con la classica forma bassa a larga da alkylosauro, tuttavia tale ricostruzione si dimostrò errata, tanto che questo errore aveva anche impedito un montaggio corretto degli ampi elementi pelvici superiori.
Tratti autentici di Talarurus includono anche le vertebre dorsali che sono trasversalmente più ampie. C'è una canna sacrale di quattro vertebre dorsali posteriori, collegata al vero osso sacro costituito da quattro sacrali e una caudo-sacrale. La mazza della coda è alquanto piccola per un ankylosauro.

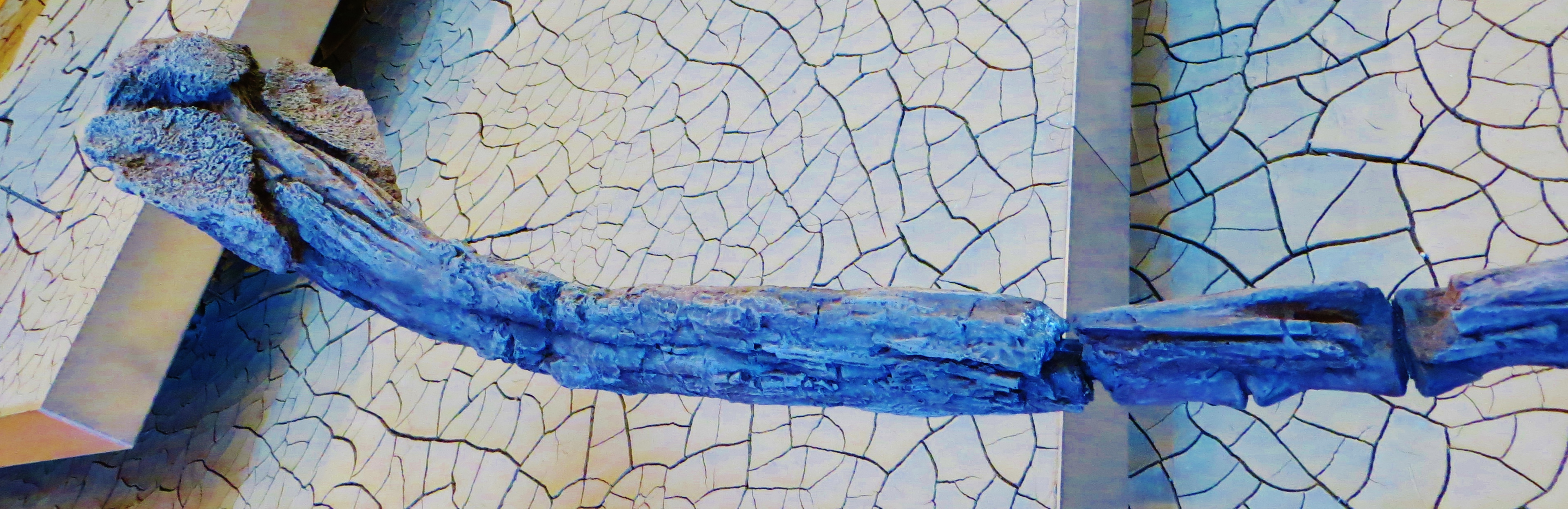
Coda di Talarurus

Da una diagnosi fornita da Malejev, nel 1956, e Tumanova, nel 1987, vi erano ben poche caratteristiche che potevano differenziare Talarurus dalla maggior parte degli altri ankylosauri.
Secondo Coombs e Maryanska (1990), il Talarurus può essere distinto in base alle seguenti caratteristiche:
- Il cranio è relativamente lungo e stretto;
- Il condilo occipitale è parzialmente visibile quando osservato dall'alto, cioè la parte posteriore della testa non è fortemente inclinata verso la parte posteriore;
- I denti della mascella superiore, hanno basi gonfie tagliate sul labiali, esterno, laterale da solchi a forma di W;
- La presenza di una mano pentadattila, e un piede tetradattilo, quindi cinque dita della mano e quattro dita del piede;
- Le ossa postcraniali, dietro il cranio, sono larghe rispetto alla loro lunghezza;
- Le corazze segue l'andamento delle costole;
- La mazza caudale è relativamente piccola;

Nel 2014, Arbour ha osservato che il piede aveva tre dita. Pertanto stabilì un'unica autapomorfia: sui frontali, nel mezzo del tetto del cranio, si trova una zona in rilievo a forma di V. Inoltre ha stabilito che Talarurus differiva da tutti gli altri ankylosauridi noti, ad eccezione dell'americano Nodocephalosaurus, per la presenza del caputegulae, ossia delle insolite piastrelle dell'armatura sul cranio, su frontali e nasali, che sono a base circolare a forma di cono.

## Classificazione
Il Talarurus è classificato come un ankylosauridae da Maleev, nella sua descrizione originale nel 1952. Nel 1978 Walter Preston Coombs sostenne che l'animale era un sinonimo di Euoplocephalus, ma non vi fu alcuna prova a sostegno di tale ipotesi. Maryanska, nel 1977, differenziò il Talaururus da Euoplocephalus, citando la forma del cranio, la morfologia del palato e la presenza di quattro dita del piede.
Le relazioni filogenetiche degli Ankylosauridi sono difficili da determinare poiché molti taxa sono solo parzialmente noti, l'esatta configurazione dell'armatura è raramente conservata e la forma del cranio è spesso ignota. Inoltre gli ankylosauridi conosciuti differiscono raramente per la forma delle vertebre, dell'osso pelvico e degli arti. In precedenza si pensava che il Talarurus fosse uno dei più antichi ankylosauri noti e che condividesse ancora dei tratti in comune con i più primitivi nodosauridi e che sono poi stati persi dagli ankylosauri più recenti ed evoluti. Tuttavia, i presunti tratti "primitivi" dimostrato che essi non sono altro che errori nell'assemblaggio scheletrico iniziale. Recenti analisi filogenetiche forniscono la prova per cui il Talarurus dovrebbe essere inserito in Ankylosaurinae, un gruppo ankylosauridi più evoluti.
Il seguente cladogramma si basa sulle analisi filogenetiche sugli Ankylosaurinae, condotta da Arbour e Currie (2015):
|  | Saichania                                              |
|  |                                                        |
|  | \| \| Tarchia \| \| \| \| \| \| Zaraapelta \| \| \| \| |
|  |                                                        |
|  | Tarchia                                                |
|  |                                                        |
|  | Zaraapelta                                             |
|  |                                                        |

|  | Tarchia    |
|  |            |
|  | Zaraapelta |
|  |            |

|  | Talarurus         |
|  |                   |
|  | Nodocephalosaurus |
|  |                   |

|  | Ankylosaurus   |
|  |                |
|  | Anodontosaurus |
|  |                |

|  | Scolosaurus |
|  |             |
|  | Ziapelta    |
|  |             |

|  | Ankylosaurus   |
|  |                |
|  | Anodontosaurus |
|  |                |

|  | Scolosaurus |
|  |             |
|  | Ziapelta    |
|  |             |

|  | Talarurus         |
|  |                   |
|  | Nodocephalosaurus |
|  |                   |

|  | Ankylosaurus   |
|  |                |
|  | Anodontosaurus |
|  |                |

|  | Scolosaurus |
|  |             |
|  | Ziapelta    |
|  |             |

|  | Ankylosaurus   |
|  |                |
|  | Anodontosaurus |
|  |                |

|  | Scolosaurus |
|  |             |
|  | Ziapelta    |
|  |             |

|  | Talarurus         |
|  |                   |
|  | Nodocephalosaurus |
|  |                   |

|  | Ankylosaurus   |
|  |                |
|  | Anodontosaurus |
|  |                |

|  | Scolosaurus |
|  |             |
|  | Ziapelta    |
|  |             |

|  | Ankylosaurus   |
|  |                |
|  | Anodontosaurus |
|  |                |

|  | Scolosaurus |
|  |             |
|  | Ziapelta    |
|  |             |

|  | Talarurus         |
|  |                   |
|  | Nodocephalosaurus |
|  |                   |

|  | Ankylosaurus   |
|  |                |
|  | Anodontosaurus |
|  |                |

|  | Scolosaurus |
|  |             |
|  | Ziapelta    |
|  |             |

|  | Ankylosaurus   |
|  |                |
|  | Anodontosaurus |
|  |                |

|  | Scolosaurus |
|  |             |
|  | Ziapelta    |
|  |             |

|  | Saichania                                              |
|  |                                                        |
|  | \| \| Tarchia \| \| \| \| \| \| Zaraapelta \| \| \| \| |
|  |                                                        |
|  | Tarchia                                                |
|  |                                                        |
|  | Zaraapelta                                             |
|  |                                                        |

|  | Tarchia    |
|  |            |
|  | Zaraapelta |
|  |            |

|  | Talarurus         |
|  |                   |
|  | Nodocephalosaurus |
|  |                   |

|  | Ankylosaurus   |
|  |                |
|  | Anodontosaurus |
|  |                |

|  | Scolosaurus |
|  |             |
|  | Ziapelta    |
|  |             |

|  | Ankylosaurus   |
|  |                |
|  | Anodontosaurus |
|  |                |

|  | Scolosaurus |
|  |             |
|  | Ziapelta    |
|  |             |

|  | Talarurus         |
|  |                   |
|  | Nodocephalosaurus |
|  |                   |

|  | Ankylosaurus   |
|  |                |
|  | Anodontosaurus |
|  |                |

|  | Scolosaurus |
|  |             |
|  | Ziapelta    |
|  |             |

|  | Ankylosaurus   |
|  |                |
|  | Anodontosaurus |
|  |                |

|  | Scolosaurus |
|  |             |
|  | Ziapelta    |
|  |             |

|  | Talarurus         |
|  |                   |
|  | Nodocephalosaurus |
|  |                   |

|  | Ankylosaurus   |
|  |                |
|  | Anodontosaurus |
|  |                |

|  | Scolosaurus |
|  |             |
|  | Ziapelta    |
|  |             |

|  | Ankylosaurus   |
|  |                |
|  | Anodontosaurus |
|  |                |

|  | Scolosaurus |
|  |             |
|  | Ziapelta    |
|  |             |

|  | Talarurus         |
|  |                   |
|  | Nodocephalosaurus |
|  |                   |

|  | Ankylosaurus   |
|  |                |
|  | Anodontosaurus |
|  |                |

|  | Scolosaurus |
|  |             |
|  | Ziapelta    |
|  |             |

|  | Ankylosaurus   |
|  |                |
|  | Anodontosaurus |
|  |                |

|  | Scolosaurus |
|  |             |
|  | Ziapelta    |
|  |             |

|  | Saichania                                              |
|  |                                                        |
|  | \| \| Tarchia \| \| \| \| \| \| Zaraapelta \| \| \| \| |
|  |                                                        |
|  | Tarchia                                                |
|  |                                                        |
|  | Zaraapelta                                             |
|  |                                                        |

|  | Tarchia    |
|  |            |
|  | Zaraapelta |
|  |            |

|  | Talarurus         |
|  |                   |
|  | Nodocephalosaurus |
|  |                   |

|  | Ankylosaurus   |
|  |                |
|  | Anodontosaurus |
|  |                |

|  | Scolosaurus |
|  |             |
|  | Ziapelta    |
|  |             |

|  | Ankylosaurus   |
|  |                |
|  | Anodontosaurus |
|  |                |

|  | Scolosaurus |
|  |             |
|  | Ziapelta    |
|  |             |

|  | Talarurus         |
|  |                   |
|  | Nodocephalosaurus |
|  |                   |

|  | Ankylosaurus   |
|  |                |
|  | Anodontosaurus |
|  |                |

|  | Scolosaurus |
|  |             |
|  | Ziapelta    |
|  |             |

|  | Ankylosaurus   |
|  |                |
|  | Anodontosaurus |
|  |                |

|  | Scolosaurus |
|  |             |
|  | Ziapelta    |
|  |             |

|  | Talarurus         |
|  |                   |
|  | Nodocephalosaurus |
|  |                   |

|  | Ankylosaurus   |
|  |                |
|  | Anodontosaurus |
|  |                |

|  | Scolosaurus |
|  |             |
|  | Ziapelta    |
|  |             |

|  | Ankylosaurus   |
|  |                |
|  | Anodontosaurus |
|  |                |

|  | Scolosaurus |
|  |             |
|  | Ziapelta    |
|  |             |

|  | Talarurus         |
|  |                   |
|  | Nodocephalosaurus |
|  |                   |

|  | Ankylosaurus   |
|  |                |
|  | Anodontosaurus |
|  |                |

|  | Scolosaurus |
|  |             |
|  | Ziapelta    |
|  |             |

|  | Ankylosaurus   |
|  |                |
|  | Anodontosaurus |
|  |                |

|  | Scolosaurus |
|  |             |
|  | Ziapelta    |
|  |             |

|  | Saichania                                              |
|  |                                                        |
|  | \| \| Tarchia \| \| \| \| \| \| Zaraapelta \| \| \| \| |
|  |                                                        |
|  | Tarchia                                                |
|  |                                                        |
|  | Zaraapelta                                             |
|  |                                                        |

|  | Tarchia    |
|  |            |
|  | Zaraapelta |
|  |            |

|  | Talarurus         |
|  |                   |
|  | Nodocephalosaurus |
|  |                   |

|  | Ankylosaurus   |
|  |                |
|  | Anodontosaurus |
|  |                |

|  | Scolosaurus |
|  |             |
|  | Ziapelta    |
|  |             |

|  | Ankylosaurus   |
|  |                |
|  | Anodontosaurus |
|  |                |

|  | Scolosaurus |
|  |             |
|  | Ziapelta    |
|  |             |

|  | Talarurus         |
|  |                   |
|  | Nodocephalosaurus |
|  |                   |

|  | Ankylosaurus   |
|  |                |
|  | Anodontosaurus |
|  |                |

|  | Scolosaurus |
|  |             |
|  | Ziapelta    |
|  |             |

|  | Ankylosaurus   |
|  |                |
|  | Anodontosaurus |
|  |                |

|  | Scolosaurus |
|  |             |
|  | Ziapelta    |
|  |             |

|  | Talarurus         |
|  |                   |
|  | Nodocephalosaurus |
|  |                   |

|  | Ankylosaurus   |
|  |                |
|  | Anodontosaurus |
|  |                |

|  | Scolosaurus |
|  |             |
|  | Ziapelta    |
|  |             |

|  | Ankylosaurus   |
|  |                |
|  | Anodontosaurus |
|  |                |

|  | Scolosaurus |
|  |             |
|  | Ziapelta    |
|  |             |

|  | Talarurus         |
|  |                   |
|  | Nodocephalosaurus |
|  |                   |

|  | Ankylosaurus   |
|  |                |
|  | Anodontosaurus |
|  |                |

|  | Scolosaurus |
|  |             |
|  | Ziapelta    |
|  |             |

|  | Ankylosaurus   |
|  |                |
|  | Anodontosaurus |
|  |                |

|  | Scolosaurus |
|  |             |
|  | Ziapelta    |
|  |             |

|  | Saichania                                              |
|  |                                                        |
|  | \| \| Tarchia \| \| \| \| \| \| Zaraapelta \| \| \| \| |
|  |                                                        |
|  | Tarchia                                                |
|  |                                                        |
|  | Zaraapelta                                             |
|  |                                                        |

|  | Tarchia    |
|  |            |
|  | Zaraapelta |
|  |            |

|  | Talarurus         |
|  |                   |
|  | Nodocephalosaurus |
|  |                   |

|  | Ankylosaurus   |
|  |                |
|  | Anodontosaurus |
|  |                |

|  | Scolosaurus |
|  |             |
|  | Ziapelta    |
|  |             |

|  | Ankylosaurus   |
|  |                |
|  | Anodontosaurus |
|  |                |

|  | Scolosaurus |
|  |             |
|  | Ziapelta    |
|  |             |

|  | Talarurus         |
|  |                   |
|  | Nodocephalosaurus |
|  |                   |

|  | Ankylosaurus   |
|  |                |
|  | Anodontosaurus |
|  |                |

|  | Scolosaurus |
|  |             |
|  | Ziapelta    |
|  |             |

|  | Ankylosaurus   |
|  |                |
|  | Anodontosaurus |
|  |                |

|  | Scolosaurus |
|  |             |
|  | Ziapelta    |
|  |             |

|  | Talarurus         |
|  |                   |
|  | Nodocephalosaurus |
|  |                   |

|  | Ankylosaurus   |
|  |                |
|  | Anodontosaurus |
|  |                |

|  | Scolosaurus |
|  |             |
|  | Ziapelta    |
|  |             |

|  | Ankylosaurus   |
|  |                |
|  | Anodontosaurus |
|  |                |

|  | Scolosaurus |
|  |             |
|  | Ziapelta    |
|  |             |

|  | Talarurus         |
|  |                   |
|  | Nodocephalosaurus |
|  |                   |

|  | Ankylosaurus   |
|  |                |
|  | Anodontosaurus |
|  |                |

|  | Scolosaurus |
|  |             |
|  | Ziapelta    |
|  |             |

|  | Ankylosaurus   |
|  |                |
|  | Anodontosaurus |
|  |                |

|  | Scolosaurus |
|  |             |
|  | Ziapelta    |
|  |             |

|  | Saichania                                              |
|  |                                                        |
|  | \| \| Tarchia \| \| \| \| \| \| Zaraapelta \| \| \| \| |
|  |                                                        |
|  | Tarchia                                                |
|  |                                                        |
|  | Zaraapelta                                             |
|  |                                                        |

|  | Tarchia    |
|  |            |
|  | Zaraapelta |
|  |            |

|  | Talarurus         |
|  |                   |
|  | Nodocephalosaurus |
|  |                   |

|  | Ankylosaurus   |
|  |                |
|  | Anodontosaurus |
|  |                |

|  | Scolosaurus |
|  |             |
|  | Ziapelta    |
|  |             |

|  | Ankylosaurus   |
|  |                |
|  | Anodontosaurus |
|  |                |

|  | Scolosaurus |
|  |             |
|  | Ziapelta    |
|  |             |

|  | Talarurus         |
|  |                   |
|  | Nodocephalosaurus |
|  |                   |

|  | Ankylosaurus   |
|  |                |
|  | Anodontosaurus |
|  |                |

|  | Scolosaurus |
|  |             |
|  | Ziapelta    |
|  |             |

|  | Ankylosaurus   |
|  |                |
|  | Anodontosaurus |
|  |                |

|  | Scolosaurus |
|  |             |
|  | Ziapelta    |
|  |             |

|  | Talarurus         |
|  |                   |
|  | Nodocephalosaurus |
|  |                   |

|  | Ankylosaurus   |
|  |                |
|  | Anodontosaurus |
|  |                |

|  | Scolosaurus |
|  |             |
|  | Ziapelta    |
|  |             |

|  | Ankylosaurus   |
|  |                |
|  | Anodontosaurus |
|  |                |

|  | Scolosaurus |
|  |             |
|  | Ziapelta    |
|  |             |

|  | Talarurus         |
|  |                   |
|  | Nodocephalosaurus |
|  |                   |

|  | Ankylosaurus   |
|  |                |
|  | Anodontosaurus |
|  |                |

|  | Scolosaurus |
|  |             |
|  | Ziapelta    |
|  |             |

|  | Ankylosaurus   |
|  |                |
|  | Anodontosaurus |
|  |                |

|  | Scolosaurus |
|  |             |
|  | Ziapelta    |
|  |             |

|  | Saichania                                              |
|  |                                                        |
|  | \| \| Tarchia \| \| \| \| \| \| Zaraapelta \| \| \| \| |
|  |                                                        |
|  | Tarchia                                                |
|  |                                                        |
|  | Zaraapelta                                             |
|  |                                                        |

|  | Tarchia    |
|  |            |
|  | Zaraapelta |
|  |            |

|  | Talarurus         |
|  |                   |
|  | Nodocephalosaurus |
|  |                   |

|  | Ankylosaurus   |
|  |                |
|  | Anodontosaurus |
|  |                |

|  | Scolosaurus |
|  |             |
|  | Ziapelta    |
|  |             |

|  | Ankylosaurus   |
|  |                |
|  | Anodontosaurus |
|  |                |

|  | Scolosaurus |
|  |             |
|  | Ziapelta    |
|  |             |

|  | Talarurus         |
|  |                   |
|  | Nodocephalosaurus |
|  |                   |

|  | Ankylosaurus   |
|  |                |
|  | Anodontosaurus |
|  |                |

|  | Scolosaurus |
|  |             |
|  | Ziapelta    |
|  |             |

|  | Ankylosaurus   |
|  |                |
|  | Anodontosaurus |
|  |                |

|  | Scolosaurus |
|  |             |
|  | Ziapelta    |
|  |             |

|  | Talarurus         |
|  |                   |
|  | Nodocephalosaurus |
|  |                   |

|  | Ankylosaurus   |
|  |                |
|  | Anodontosaurus |
|  |                |

|  | Scolosaurus |
|  |             |
|  | Ziapelta    |
|  |             |

|  | Ankylosaurus   |
|  |                |
|  | Anodontosaurus |
|  |                |

|  | Scolosaurus |
|  |             |
|  | Ziapelta    |
|  |             |

|  | Talarurus         |
|  |                   |
|  | Nodocephalosaurus |
|  |                   |

|  | Ankylosaurus   |
|  |                |
|  | Anodontosaurus |
|  |                |

|  | Scolosaurus |
|  |             |
|  | Ziapelta    |
|  |             |

|  | Ankylosaurus   |
|  |                |
|  | Anodontosaurus |
|  |                |

|  | Scolosaurus |
|  |             |
|  | Ziapelta    |
|  |             |

|  | Saichania                                              |
|  |                                                        |
|  | \| \| Tarchia \| \| \| \| \| \| Zaraapelta \| \| \| \| |
|  |                                                        |
|  | Tarchia                                                |
|  |                                                        |
|  | Zaraapelta                                             |
|  |                                                        |

|  | Tarchia    |
|  |            |
|  | Zaraapelta |
|  |            |

|  | Talarurus         |
|  |                   |
|  | Nodocephalosaurus |
|  |                   |

|  | Ankylosaurus   |
|  |                |
|  | Anodontosaurus |
|  |                |

|  | Scolosaurus |
|  |             |
|  | Ziapelta    |
|  |             |

|  | Ankylosaurus   |
|  |                |
|  | Anodontosaurus |
|  |                |

|  | Scolosaurus |
|  |             |
|  | Ziapelta    |
|  |             |

|  | Talarurus         |
|  |                   |
|  | Nodocephalosaurus |
|  |                   |

|  | Ankylosaurus   |
|  |                |
|  | Anodontosaurus |
|  |                |

|  | Scolosaurus |
|  |             |
|  | Ziapelta    |
|  |             |

|  | Ankylosaurus   |
|  |                |
|  | Anodontosaurus |
|  |                |

|  | Scolosaurus |
|  |             |
|  | Ziapelta    |
|  |             |

|  | Talarurus         |
|  |                   |
|  | Nodocephalosaurus |
|  |                   |

|  | Ankylosaurus   |
|  |                |
|  | Anodontosaurus |
|  |                |

|  | Scolosaurus |
|  |             |
|  | Ziapelta    |
|  |             |

|  | Ankylosaurus   |
|  |                |
|  | Anodontosaurus |
|  |                |

|  | Scolosaurus |
|  |             |
|  | Ziapelta    |
|  |             |

|  | Talarurus         |
|  |                   |
|  | Nodocephalosaurus |
|  |                   |

|  | Ankylosaurus   |
|  |                |
|  | Anodontosaurus |
|  |                |

|  | Scolosaurus |
|  |             |
|  | Ziapelta    |
|  |             |

|  | Ankylosaurus   |
|  |                |
|  | Anodontosaurus |
|  |                |

|  | Scolosaurus |
|  |             |
|  | Ziapelta    |
|  |             |

Vickaryous et al. (2004) nota la presenza di due cladi distinti di ankylosauridi durante il Cretaceo superiore, "uno costituito dai taxa del Nord America e l'altro limitato ai taxa asiatici. In questo caso il più antico del clade asiatico è il Talarurus". Tuttavia, Arbour nel 2014, riscrisse l'albero genealogico degli ankylosauri notando che Talarurus è più strettamente imparentato con le forme americane che a quelle asiatiche. In questa visione tassonomica Talarurus è un sister taxon con Nodocephalosaurus.

## Storia della scoperta

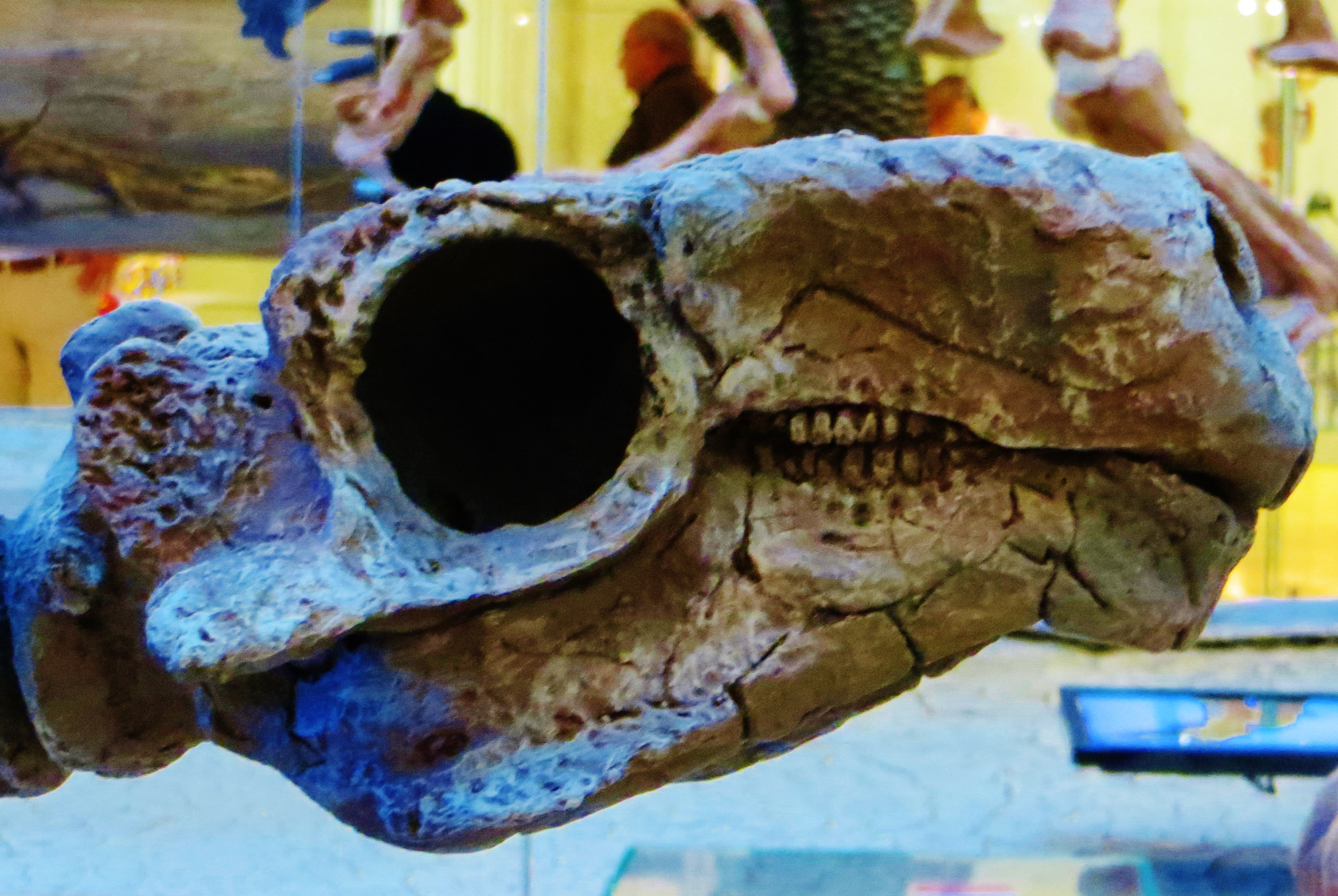
Cranio si Talarurus, solo la parte superiore autentica

I primi resti di Talarurus furono scoperti nel sud-est del deserto del Gobi, in quello che è oggi la Mongolia, nel 1948. L'olotipo, 557-91, fu scoperto nel 1948, da una spedizione congiunta sovietica-mongola, recuperato dalle sabbie rosse calcare della Formazione Bayan Shireh. Questo tipo di sedimento risale alla fine del Turoniano e all'inizio del Santoniano, del Cretaceo superiore, circa 90-85 milioni di anni fa. L'età di questi sedimenti è stata determinata dal tentativo di trovare resti comparabili in altri strati. Il campione PIN 557, comprendeva un teschio frammentario con la parte posteriore del tetto cranio, compresa la regione occipitale, numerose vertebre, diverse costole, un scapulocoracoide, un omero, un radio, un'ulna, una mano quasi completa, un ilio parziali, l'ischio, un femore, una tibia, una fibula e una serie d osteodermi dell'armatura. In realtà l'olotipo era composto dalle ossa di sei individui diversi scoperti nello stesso luogo. Tutti questi elementi furono riassemblati in un unico scheletro in un'esposizione del Moscow Palaeontological Institute. Il cranio venne in parte ricostruito sul modello di un Pinacosaurus. Per certi aspetti lo scheletro ricostruito è piuttosto obsoleto: ad esempio, mostra le zampe anteriori fortemente divaricate. Alcuni elementi sono anche stati assemblati malamente: gli osteodermi che proteggevano il collo sono stati montati al lato della groppa, sulla cassa toracica, e i piedi sono stati ricostruiti con quattro dita, quando invece erano presenti solo tre dita. Nel 1977 Teresa Maryanska scelse l'esemplare PIN 557-91, composto dalla parte posteriore del cranio, come lectotipo.

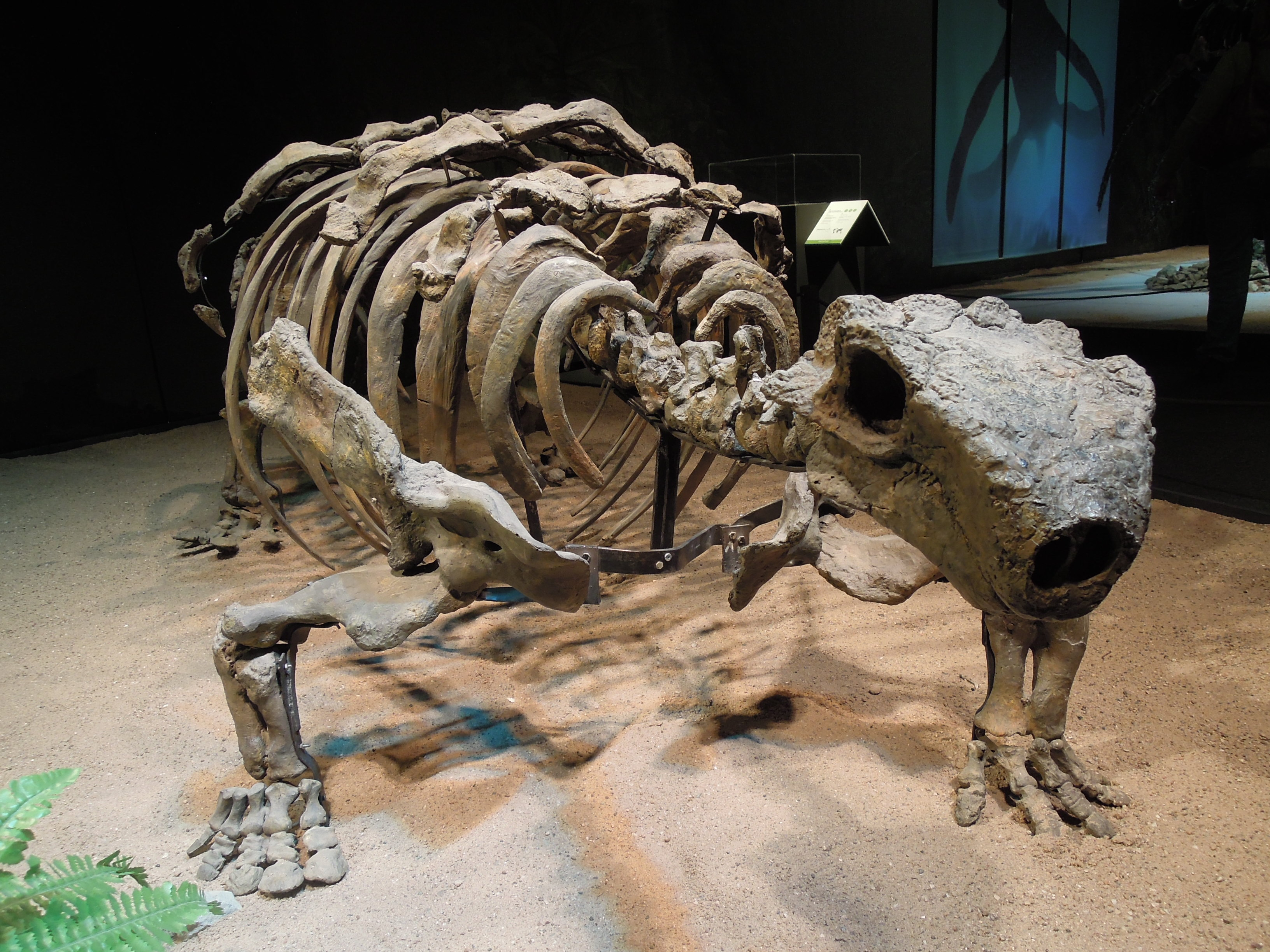
Scheletro montato di Talarurus, al Dinosaurium, Moscow Palaeontological Institute

Dal 2006, nel contesto del progetto congiunto coreano-mongolo Dinosaur Project, sono stati ritrovati numerosi esemplari di Talarurus, ritrovati al Bayan Shireh e al Shine Us Khudag. Questi resti sono ancora in attesa di una descrizione formale.
Il Talarurus è ormai noto da almeno una dozzina di esemplari, provenienti da varie località della Formazione Bayan Shireh. Il campione PEN AN SSR 557, è costituito da una vertebra dorsale con una costola annesso, e un osteoderma cutaneo. Un altro esemplare attribuito a questo genere è stato ritrovato nella località di Bayshin-Tsav, composto da un (non descritto) cranio incompleto comprendente il tetto cranico, l'osso occipitale della scatola cranica. Un secondo campione non descritto, raccolto nella località Baga Tarjach, consiste in un frammento della mascella superiore, con otto denti.
Nel 1977, Maryanska rinominò Syrmosaurus disparoserratus (Maleev, 1952) come una seconda specie di Talarurus, ossia Talarurus disparoserratus. Tuttavia nel 1987, questa presunta nuova specie ritornò ad essere un genere distinto chiamato Maleevus.

## Paleoecologia
L'abbondanza di esemplari ritrovati fa supporre che il Talarurus fosse uncomponente numeroso della fauna della Formazione Bayan Shireh. I dati esistenti suggeriscono che l'habitat del Talarurus fosse costituito da una pianura alluvionale, che condivideva con vari alti dinosauri come i primitivi ceratopsidi Microceratus e Graciliceratops, gli ankylosauridi Tsagantegia e Maleevus, diversi therizinosauri Enigmosaurus, Segnosaurus, Erlikosaurus e dinosauri carnivori come il tirannosauroide Alectrosaurus e il dromeosauride Achillobator.

Fauna della Formazione Bayan Shireh, circa 90 milioni di anni fa (Talarurus in rosa)

## Nella cultura di massa
Il Talarurus appare sul grande schermo solo come cameo di una scena iniziale del film Disney Dinosauri, dove due esemplari maschi litigano per il territorio mentre l'uovo del protagonista Aladar, passa tra loro trasportato da un fiume.